# Nepenthes ventricosa
Nepenthes ventricosa is een vleesetende bekerplant uit de familie Nepenthaceae. De soort is endemisch in de Filipijnen. Hij groeit op een hoogte van 1000 tot 2000 meter boven zeeniveau en is aangetroffen op de eilanden Luzon, Panay en Sibuyan.

## Beschrijving
Nepenthes ventricosa ontwikkelt een groot aantal vangbekers, die tot twintig centimeter groot kunnen worden en in kleur variëren van ivoorwit tot rood. De plant is nauw verwant aan N. burkei en N. sibuyanensis, maar de vangbekers van N. ventricosa hebben doorgaans een smallere opening, een dunnere peristoom en een grotere doorsnede in het midden. Hieraan dankt de plant ook zijn wetenschappelijke naam; de Latijnse uitdrukking ventricose slaat in de biologie op een verdikking in het midden.
In het wild komt ook de natuurlijke hybride N. × ventrata voor; een kruising tussen N. ventricosa en N. alata.

## Cultivatie

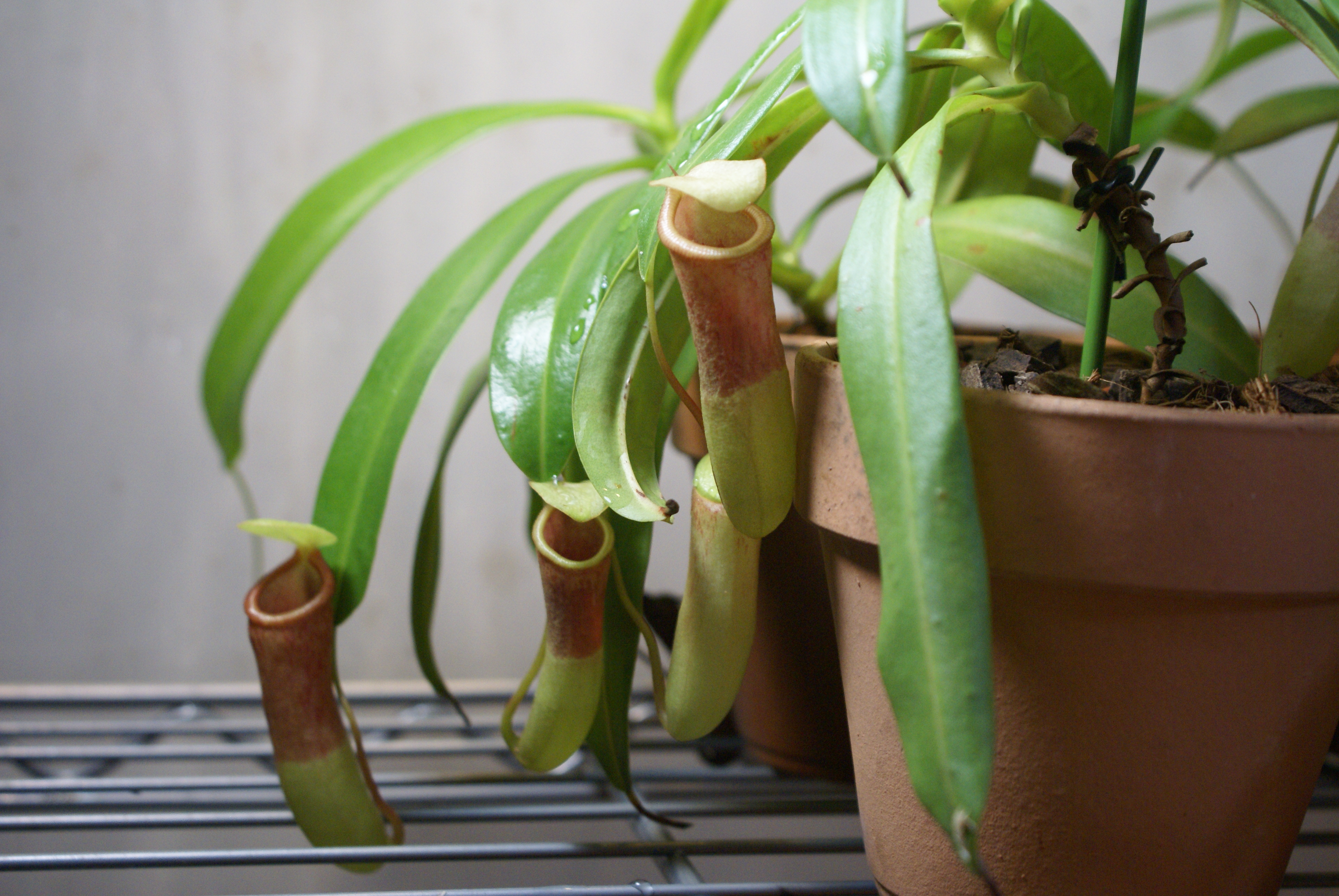
N. ventricosa als kamerplant

Nepenthes ventricosa wordt beschouwd als een van de eenvoudigst te kweken tropische bekerplanten, daar hij voor een korte periode temperaturen van 5 °C of 35 °C kan doorstaan. Er zijn meerdere variëteiten ontwikkeld, waarvan Nepenthes ventricosa "red" een bekend voorbeeld is.
... · 
N. alata · 
N. albomarginata · 
N. ampullaria · 
N. argentii · 
N. aristolochioides · 
N. attenboroughii · 
N. bicalcarata · 
N. bokorensis · 
N. bongso · 
N. boschiana · 
N. burkei · 
N. campanulata · 
N. chaniana · 
N. danseri · 
N. deaniana · 
N. densiflora · 
N. diatas · 
N. distillatoria · 
N. edwardsiana · 
N. ephippiata · 
N. gracilis · 
N. gymnamphora · 
N. hirsuta · 
N. inermis · 
N. insignis · 
N. jamban · 
N. khasiana · 
N. lamii · 
N. leyte · 
N. lingulata · 
N. lowii · 
N. macfarlanei · 
N. macrophylla · 
N. madagascariensis · 
N. masoalensis · 
N. maxima · 
N. mirabilis · 
N. monticola · 
N. northiana · 
N. ovata · 
N. peltata · 
N. pervillei · 
N. pitopangii · 
N. rafflesiana · 
N. rajah ·
N. rhombicaulis · 
N. rosea ·
N. sanguinea · 
N. sibuyanensis · 
N. spathulata · 
N. tenax · 
N. tenuis · 
N. veitchii ·
N. ventricosa ·
N. vieillardii ·
N. villosa · 
...